# Ola Lindgren
Ola Lindgren (Halmstad, 29 de febrero de 1964) fue un jugador de balonmano sueco que jugaba de lateral izquierdo. Fue uno de los componentes de la Selección de balonmano de Suecia con la que ha disputado 376 partidos internacionales en los que anotó un total de 482 goles. 

## Equipos

### Jugador
- HK Drott Halmstad (1981-1990)
- TSV Dutenhofen (1990-1992)
- HK Drott Halmstad (1992-1995)
- HSV Düsseldorf (1995-1998)
- HSG Nordhorn (1998-2003)

### Entrenador
- HSG Nordhorn (2003-2009)
- Selección de Suecia (2008-actualidad)
- Rhein-Neckar Löwen (2003-2009)
- IFK Kristianstad (2012-actualidad)

## Palmarés

### Jugador
- Liga de Suecia 1984, 1988, 1990, 1994

### Entrenador
- Copa EHF 2008
- Medalla de plata en los Juegos Olímpicos de Londres 2012